# مزرعه تمرچین
مزرعه تمرچین، روستایی است از توابع بخش مرکزی و در شهرستان پیرانشهر استان آذربایجان غربی ایران.

## جمعیت
این روستا در دهستان پیران قرار داشته و بر اساس سرشماری سال ۱۳۸۵ جمعیت آن ۴۴ نفر (۹ خانوار)
بوده‌است.

## مالکیت و ارجعیت ها
تمرچین که بیش 150 سال در سندات و مکتوبات ارضی در اختیار ایل پیران بوده و هیچگونه تعرضی به مالکیت انها نداشته تا قبل از اصلاحات ارضی محمدامین اقا بزگ(گوره) همزاقا و باپیراقا به مدت 65 سال بر انجا حاکمیت کرده اند. تا پیش از انقلاب اسلامی ایران درگیری های شدید در انجا شاهد بوده ایم
- جنگ عشایر کرد بر سر اراضی
- حمله بارزانی ها به باپیراقا

- عملیات تمرچین